# 17638 Sualan
17638 Sualan este un asteroid din centura principală de asteroizi.

## Descriere
17638 Sualan este un asteroid din centura principală de asteroizi. A fost descoperit pe 11 august 1996 la Observatorul Rand de George R. Viscome. Asteroidul prezintă o orbită caracterizată de o semiaxă mare de 2,38 ua, o excentricitate de 0,22 și o înclinație de 2,1° în raport cu ecliptica.